# 梅朗 (莫尔比昂省)
梅朗（法語：Meslan，法語發音：[melɑ̃]）是法国莫尔比昂省的一个市镇，属于蓬蒂维区。

## 地理
梅朗（47°59'40"N, 3°25'53"W）面积37.13 平方千米，位于法国布列塔尼大區莫尔比昂省，该省份为法国西北部沿海省份，位于布列塔尼半岛南部，北起阿摩尔滨海省、西接菲尼斯泰尔省，南濒大西洋，东南接大西洋卢瓦尔省，东临伊勒-维莱讷省。
与梅朗接壤的市镇（或旧市镇、城区）包括：普里济亚克、贝尔内、吉利戈马尔克、凯里安、朗韦内让、勒法韦特。
梅朗的时区为UTC+01:00、UTC+02:00（夏令时）。

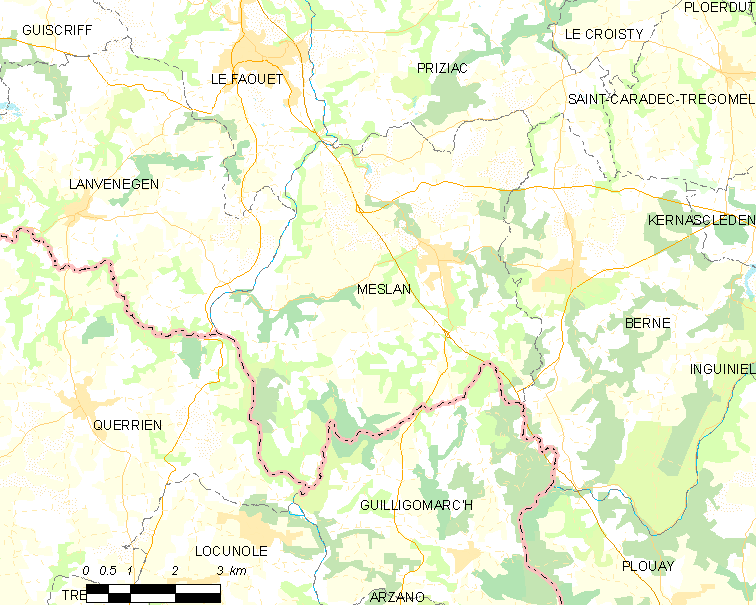
梅朗的OSM定位图

## 行政
梅朗的邮政编码为56320，INSEE市镇编码为56131。

## 政治
梅朗所属的省级选区为古兰县 (法国)。

## 人口

1962-2008年间梅朗人口变化图示

梅朗于2022年1月1日时的人口数量为1475人。